# WTA Tier IV
Los torneos de la WTA Tier IV eran el cuarto nivel de los torneos organizados por la WTA entre 1990 y el final de la temporada de 2008. Los eventos variaban a lo largo de los años, ya que algunos torneos subían o bajaban de nivel o se cancelaban. Algunos de los torneos se convirtieron en eventos de Tier V entre 1990 y 1992 y posteriormente, entre 2001 y 2005, antes de integrarse de nuevo en los Tier IV.
A partir de 2009, WTA cambió las categorías de los torneos, por lo que la mayoría de los torneos de Tier III y Tier IV se convirtieron en la categoría de Torneos WTA International.

## Eventos
| Torneos                | Nombre                         | Ciudad                             | País           | Superficie    | Tier IV en | Años |
| ---------------------- | ------------------------------ | ---------------------------------- | -------------- | ------------- | ---------- | ---- |
| Puerto Rico Open       | Honda Classic                  | San Juan (1991–1993) Dorado (1990) | Estados Unidos | Dura          | 1990–1993  | 4    |
| Kansas                 | Avon Championships of Kansas   | Wichita, KS                        | Estados Unidos | Dura          | 1990       | 1    |
| Albuquerque            | Virginia Slims of Albuquerque  | Albuquerque, NM                    | Estados Unidos | Dura          | 1990–1991  | 2    |
| Nashville              | Virginia Slims of Nashville    | Nashville, TN                      | Estados Unidos | Dura          | 1990–1991  | 2    |
| Birmingham Classic     | Aegon Classic                  | Birmingham                         | Reino Unido    | Césped        | 1990–1992  | 3    |
| Brisbane International | Danone Hardcourt Championships | Brisbane                           | Australia      | Dura          | 1990–1992  | 3    |
| Swiss Open             | European Open                  | Geneva(1990–1991) Lucerne(1992)    | Suiza          | Tierra batida | 1990–1992  | 3    |
| Indianapolis           | Virginia Slims of Indianapolis | Indianapolis                       | Estados Unidos | Dura          | 1990–1992  | 3    |
| Oklahoma City          | Virginia Slims of Oklahoma     | Oklahoma City                      | Estados Unidos | Dura          | 1990–1992  | 3    |
| Paris                  | Clarins Open                   | Paris                              | Francia        | Tierra batida | 1990–1992  | 3    |
| Strasbourg             | Internationaux de Strasbourg   | Estrasburgo                        | Francia        | Tierra batida | 1990–1992  | 3    |
| Tokio                  | Suntory Japan Open             | Tokio                              | Japón          | Dura          | 1990–1992  | 3    |
| Bayonne                | Whirlpool Open                 | Bayonne                            | Francia        | Carpet (i)    | 1991–1992  | 2    |
| Kuala Lumpur           | Malaysian Women's Open         | Kuala Lumpur                       | Malasia        | Dura (i)      | 1992–1993  | 2    |
| Taipéi                 | P&G Taiwan Women's Open        | Taipéi                             | Taiwán         | Dura          | 1992–1994  | 3    |